# Let 007 Korean Airlinesa
Korean Air Lines, let 007 (KAL 007) bio je južokorejski putnički zrakoplov kojeg je greškom oborilo sovjetsko ratno zrakoplovstvo, 1. rujna 1983. godine. Zrakoplov je letio na ruti od New Yorka prema Seoulu preko Anchoragea na Aljaski. Obaranje se dogodio u jeku zahlađenja odnosa između dva bloka nakon dolaska na vlast Ronalda Reagana i Jurja Andropova.  

## Obaranje
Nakon što je greškom korejskih pilota KAL 007 skrenuo van predviđenog kursa i zalutao u sovjetski zračni prostor, Sovjeti su dignuli lovačku avijaciju kako bi presrela nepoznati zrakoplov.Iz zrakoplovne baze na otoku Sahalinu poletio je dvojac Suhoja Su-15, jednim od kojih je pilotirao potpukovnik Genadij Osipovich. Očekujući da će zapravo presresti američku špijunsku letjelicu Boeing RC-135,  uspeli su se na visinu od 10 000 metara i došli na dvjestotinjak metara iza KAL 007. Prema riječima Osipovitcha, tada je shvatio da je zapravo riječ o civilnom zrakoplovu, no kako je bio "pod pritiskom trenutka" informaciju o tipu zrakoplova nije izričito prenio kontroli leta, dodavši još "da ga nisu pitali". Presretači su potom pokušali stupiti u kontakt s Koreancima, blinkajući svjetlima i ispucavajući petstotinjak metaka iz strojnica u smjeru KAL 007. Osipovich je rekao da kontakt radio vezom nisu pokušali ostvariti, "jer nije bilo vremena"  i jer posada korejskog zrakoplova "ne bi razumjela ruski". Budući da se sporni zrakoplov sve više počeo približavati međunarodnom zračnom prostoru, Osipovitch je dobio naredbu da sruši KAL 007, što je i napravio ispalivši dva projektila u stražnju stranu korejskog Boeinga 747. U padu je poginulo svih 269 putnika.

## Reakcije
- Ronald Reagan je obaranje nazvao: "barbarskim činom društva koje bezobzirno zanemaruje prava pojedinaca, vrijednost ljudskog života i konstantno pokušava dominirati nad drugima nacijama.[3]
- SSSR je nakon tjedan dana priznao obaranje, ali je u službenoj izjavi krivnju svalio na "pilote špijunskog zrakoplova" rekavši da su se kretali zabranjenim prostorom i nisu reagirali na signale.[3] S druge strane, Boris Jeljcin je u jednoj od svojih izjava kasnije ovaj događaj opisao kao: "najveću tragediju hladnog rata."[2]
- U Južnoj Koreji i Japanu izbile su anti-sovjetske demonstracije gdje su prosvjednici palili sovjetske zastave.[3]